# Leichtathletik-Europameisterschaften 2006/Speerwurf der Frauen

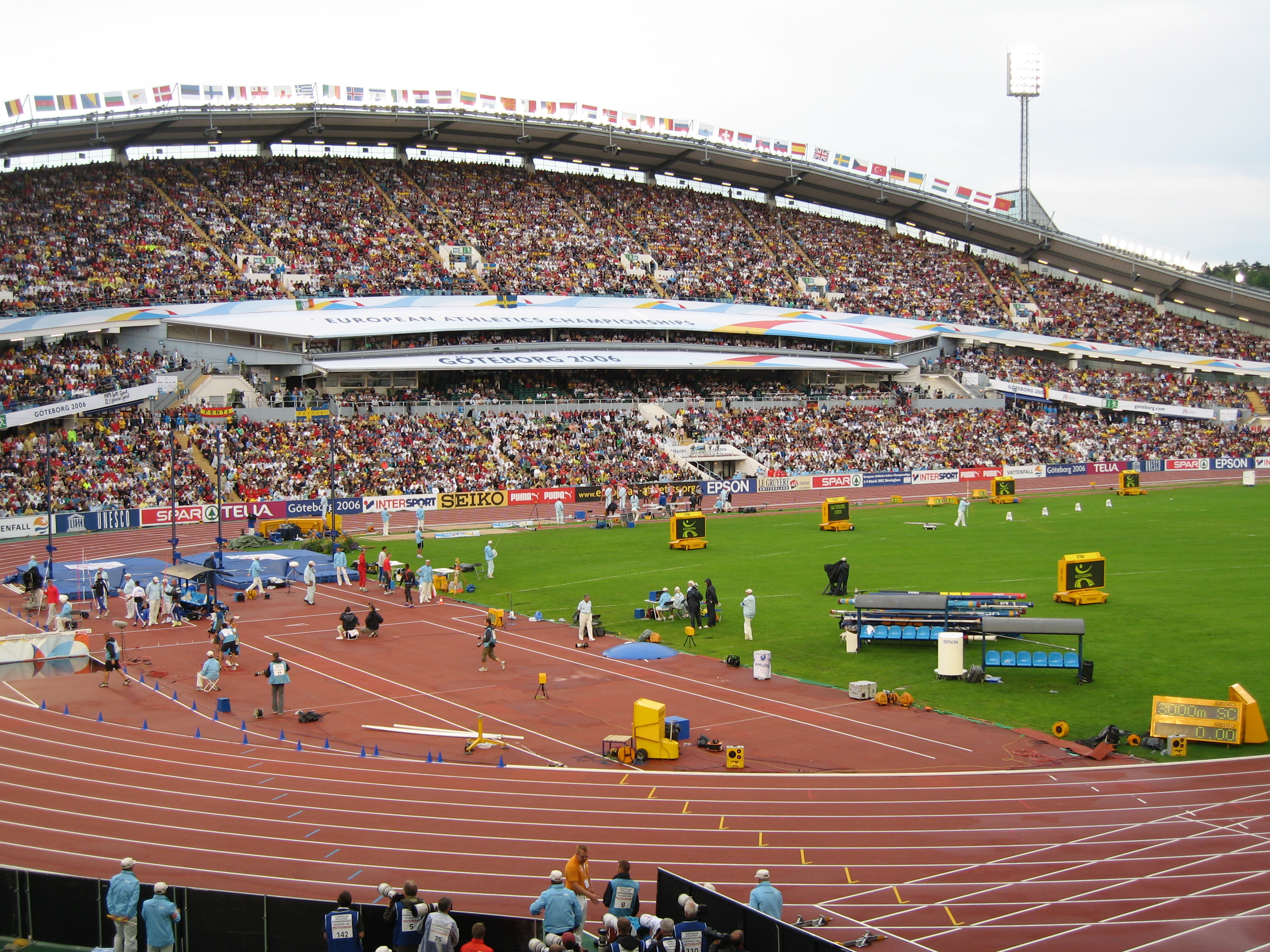
Das Ullevi-Stadion in Göteborg während der Europameisterschaften 2006

Der Speerwurf der Frauen bei den Leichtathletik-Europameisterschaften 2006 wurde am 12. und 13. August 2006 im Ullevi-Stadion der schwedischen Stadt Göteborg ausgetragen.
Europameisterin wurde die deutsche Olympiazweite von 2004, zweifache WM-Dritte (2003/2005) und Vizeeuropameisterin von 2002 Steffi Nerius.
Sie gewann vor der Tschechin Barbora Špotáková.
Bronze ging an die Spanierin Mercedes Chilla.

## Bestehende Rekorde
| Weltrekord           | 71,70 m | Osleidys Menéndez   | WM Helsinki, Finnland   | 14. August 2005 |
| Europarekord         | 70,03 m | Christina Obergföll | WM Helsinki, Finnland   | 14. August 2005 |
| Meisterschaftsrekord | 67,47 m | Mirela Manjani      | EM München, Deutschland | 8. August 2002  |

Der bestehende EM-Rekord wurde bei diesen Europameisterschaften nicht erreicht. Die größte Weite erzielte die spätere Vizeeuropameisterin Barbora Špotáková aus Tschechien in der Qualifikation (Gruppe A) mit 66,12 m, womit sie 1,35 m unter dem Rekord blieb. Zum Europarekord fehlten ihr 3,91 m, zum Weltrekord 5,58 m.

## Legende
Kurze Übersicht zur Bedeutung der Symbolik – so üblicherweise auch in sonstigen Veröffentlichungen verwendet:
| – | verzichtet |
| x | ungültig   |

## Qualifikation
27 Wettbewerberinnen traten in zwei Gruppen zur Qualifikationsrunde an. Drei von ihnen (hellblau unterlegt) übertrafen die Qualifikationsweite für den direkten Finaleinzug von 61,00 m. Damit war die Mindestzahl von zwölf Finalteilnehmerinnen nicht erreicht. Das Finalfeld wurde mit den neun nächstplatzierten Sportlerinnen (hellgrün unterlegt) auf zwölf Werferinnen aufgefüllt. So reichten für die Finalteilnahme schließlich 58,65 m.

## Gruppe A
12. August 2006, 10:30 Uhr
| Platz | Name                 | Nation         | Bestweite (m) | 1. Versuch (m) | 2. Versuch (m) | 3. Versuch (m) |
| 1     | Barbora Špotáková    | Tschechien     | 66,12         | 66,12          | –              | –              |
| 2     | Steffi Nerius        | Deutschland    | 63,35         | 63,35          | –              | –              |
| 3     | Zahra Bani           | Italien        | 61,15         | x              | 54,74          | 61,15          |
| 4     | Christina Scherwin   | Dänemark       | 60,07         | 60,07          | x              | x              |
| 5     | Mikaela Ingberg      | Finnland       | 59,79         | 56,41          | 59,79          | x              |
| 6     | Rumjana Karapetrowa  | Bulgarien      | 59,03         | 59,03          | 58,65          | x              |
| 7     | Goldie Sayers        | Großbritannien | 58,65         | 56,60          | 58,65          | x              |
| 8     | Lada Tschernowa      | Russland       | 57,82         | 52,93          | 57,82          | 55,89          |
| 9     | Felicia Moldovan     | Rumänien       | 57,21         | 56,48          | 57,21          | 57,10          |
| 10    | Séphora Bissoly      | Frankreich     | 56,48         | 56,48          | 54,00          | 53,06          |
| 11    | Aggelikí Tsiolakoúdi | Griechenland   | 55,62         | 54,00          | 55,62          | 54,71          |
| 12    | Ilze Gribule         | Lettland       | 54,48         | x              | 51,93          | 54,48          |
| 13    | Ásdís Hjálmsdóttir   | Island         | 51,33         | x              | 45,51          | 51,33          |
| 14    | Annika Petersson     | Schweden       | 47,34         | 45,09          | 44,00          | 47,34          |

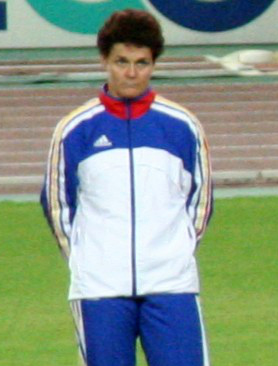
Felicia Țilea-Moldovan, 1995 WM-Zweite und 1994 EM-Dritte erreichte mit ihren 57,21 m nicht mehr das Finale
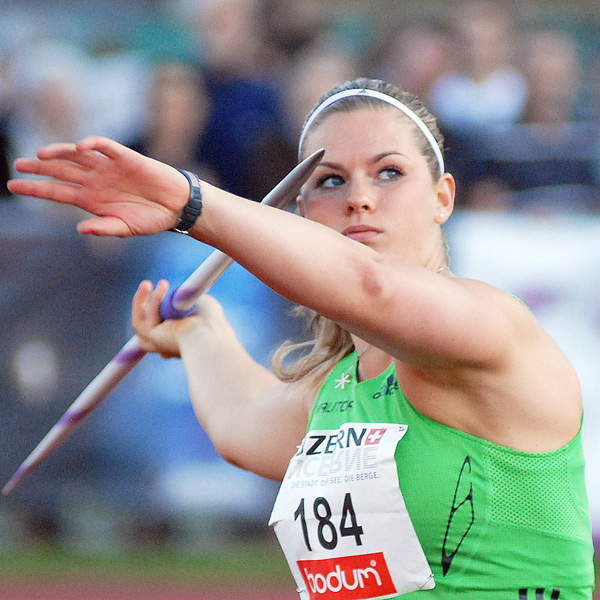
Mit 51,33 m schied Ásdís Hjálmsdóttir in der Qualifikation aus

## Gruppe B
12. August 2006, 12:00 Uhr
| Platz | Name                | Nation       | Bestweite (m) | 1. Versuch (m) | 2. Versuch (m) | 3. Versuch (m) |
| 1     | Christina Obergföll | Deutschland  | 60,06         | 60,06          | 56,37          | x              |
| 2     | Barbara Madejczyk   | Polen        | 59,65         | 59,65          | 58,91          | x              |
| 3     | Mercedes Chilla     | Spanien      | 59,54         | 59,54          | 54,00          | 56,16          |
| 4     | Paula Tarvainen     | Finnland     | 58,95         | 58,95          | x              | x              |
| 5     | Annika Suthe        | Deutschland  | 58,92         | 58,04          | 57,39          | 58,92          |
| 6     | Inga Kožarenoka     | Lettland     | 58,25         | 56,20          | 58,25          | 56,06          |
| 7     | Natallia Shymchuk   | Belarus      | 57,40         | 56,75          | 57,11          | 57,40          |
| 8     | Sávva Líka          | Griechenland | 56,81         | 48,33          | 54,09          | 56,81          |
| 9     | Jarmila Klimešová   | Tschechien   | 56,76         | x              | 56,02          | 56,76          |
| 10    | Martina Ratej       | Slowenien    | 55,49         | 55,49          | x              | 51,16          |
| 11    | Claudia Coslovich   | Italien      | 54,44         | 50,80          | 52,65          | 54,44          |
| 12    | Kirsi Ahonen        | Finnland     | 53,33         | 53,33          | 53,29          | x              |
| 13    | Alexandra Tsisiou   | Zypern       | 49,68         | 47,04          | 49,68          | 49,44          |

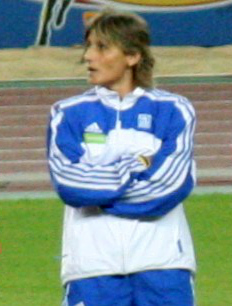
Sávva Líka erreichte mit 56,81 m nicht das Finale
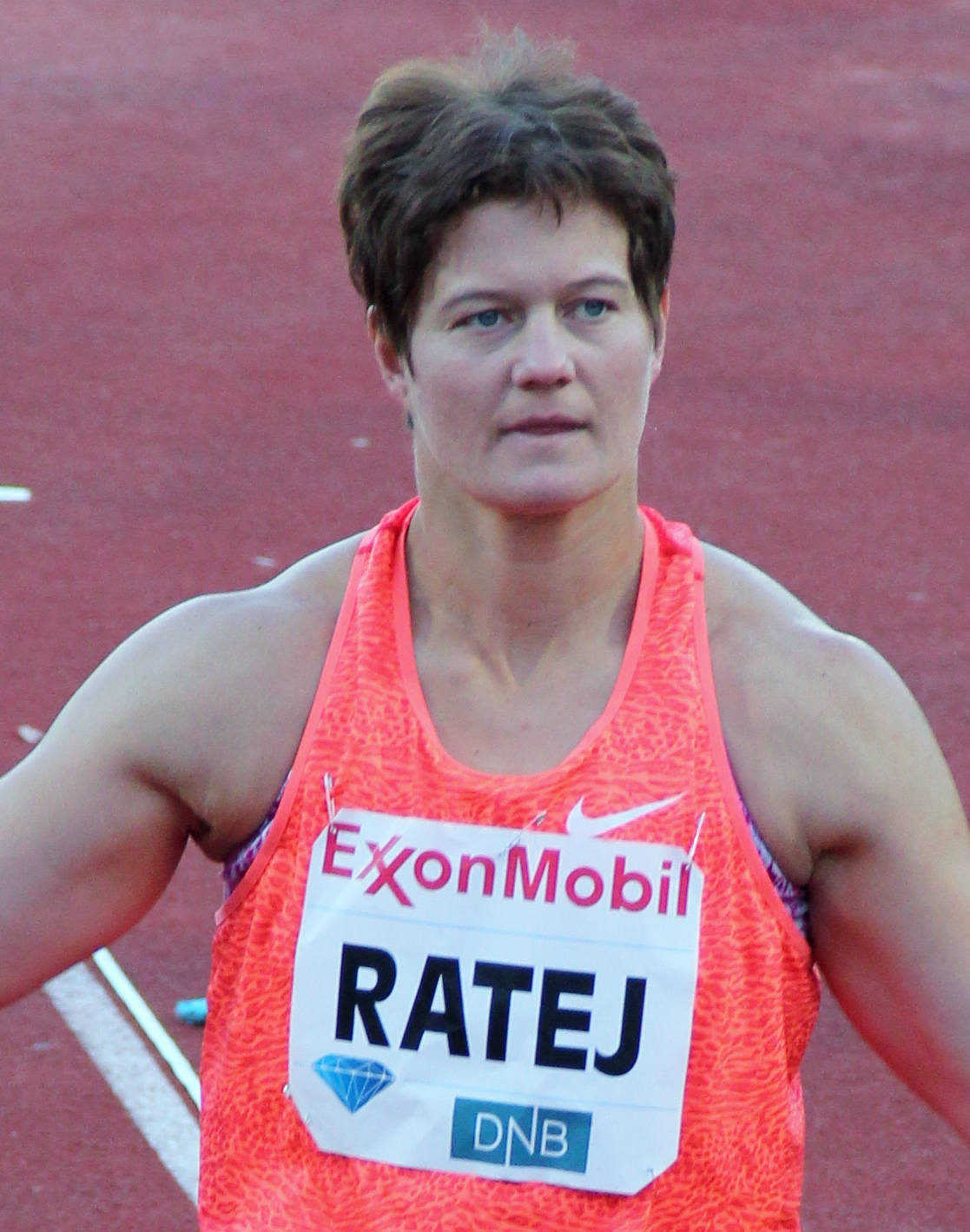
Mit 55,49 m überstand Martina Ratej die Qualifikation nicht
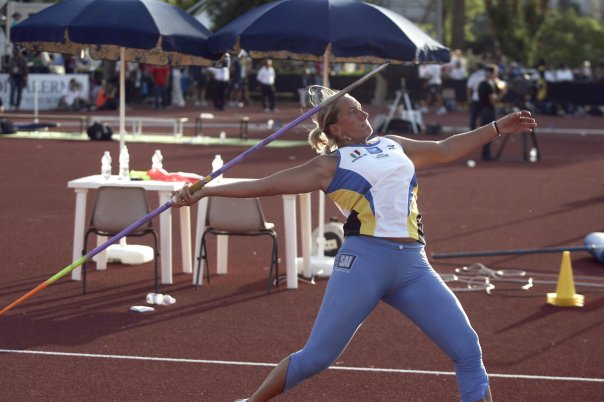
54,44 m waren für Claudia Coslovich zu wenig für die Finalteilnahme
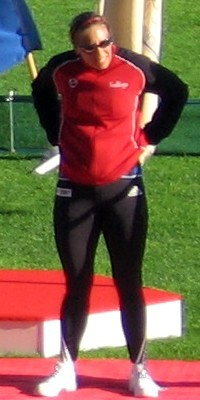
53,33 m waren für Kirsi Ahonen deutlich zu wenig und sie schied aus

## Finale
13. August 2006, 14:35 Uhr
| Platz | Name                | Nation         | Resultat (m) | 1. Versuch (m) | 2. Versuch (m) | 3. Versuch (m) | 4. Versuch (m)                              | 5. Versuch (m)                              | 6. Versuch (m)                              |
| 1     | Steffi Nerius       | Deutschland    | 65,82        | 64,60          | 60,69          | 63,09          | 65,82                                       | 65,35                                       | –                                           |
| 2     | Barbora Špotáková   | Tschechien     | 65,64        | 65,64          | x              | 62,14          | 59,46                                       | 59,09                                       | –                                           |
| 3     | Mercedes Chilla     | Spanien        | 61,98        | 57,26          | 59,63          | x              | x                                           | 61,98                                       | x                                           |
| 4     | Christina Obergföll | Deutschland    | 61,89        | 55,29          | 59,59          | 59,60          | x                                           | 61,89                                       | 58,20                                       |
| 5     | Christina Scherwin  | Dänemark       | 61,81        | 61,33          | 59,31          | 61,06          | 61,81                                       | x                                           | 60,79                                       |
| 6     | Rumjana Karapetrowa | Bulgarien      | 61,78        | 54,28          | x              | 61,78          | 56,09                                       | 55,78                                       | 54,14                                       |
| 7     | Barbara Madejczyk   | Polen          | 59,92        | 55,63          | 57,53          | 58,02          | 55,78                                       | 55,76                                       | 59,92                                       |
| 8     | Annika Suthe        | Deutschland    | 58,25        | 58,25          | 57,03          | 56,03          | x                                           | x                                           | 54,88                                       |
| 9     | Zahra Bani          | Italien        | 57,91        | 57,91          | 55,58          | x              | nicht im Finale der besten acht Werferinnen | nicht im Finale der besten acht Werferinnen | nicht im Finale der besten acht Werferinnen |
| 10    | Mikaela Ingberg     | Finnland       | 56,70        | 55,27          | 53,32          | 56,70          | nicht im Finale der besten acht Werferinnen | nicht im Finale der besten acht Werferinnen | nicht im Finale der besten acht Werferinnen |
| 11    | Paula Tarvainen     | Finnland       | 55,59        | 54,01          | 55,59          | 44,47          | nicht im Finale der besten acht Werferinnen | nicht im Finale der besten acht Werferinnen | nicht im Finale der besten acht Werferinnen |
| 12    | Goldie Sayers       | Großbritannien | 54,70        | 54,70          | x              | x              | nicht im Finale der besten acht Werferinnen | nicht im Finale der besten acht Werferinnen | nicht im Finale der besten acht Werferinnen |

Bereits in der Qualifikation waren Barbora Špotáková und Steffi Nerius allen anderen Teilnehmerinnen deutlich überlegen gewesen. Die Tschechin hatte dabei mit 66,12 m sogar einen neuen Landesrekord aufgestellt. Im Finale ging die Tschechin gleich in Führung, konnte sich aber nicht mehr steigern. Steffi Nerius übernahm die Spitze im fünften Durchgang und gewann mit ihrer Saisonbestleistung bei ihrer dritten Finalteilnahme ihre erste Goldmedaille. Ebenso spannend verlief der Kampf um die Bronzemedaille, den überraschend die Spanierin Mercedes Chilla für sich entschied. Sie warf ebenfalls ihre Saisonbestleistung und errang als erste Spanierin überhaupt eine Medaille in einer Wurfdisziplin.

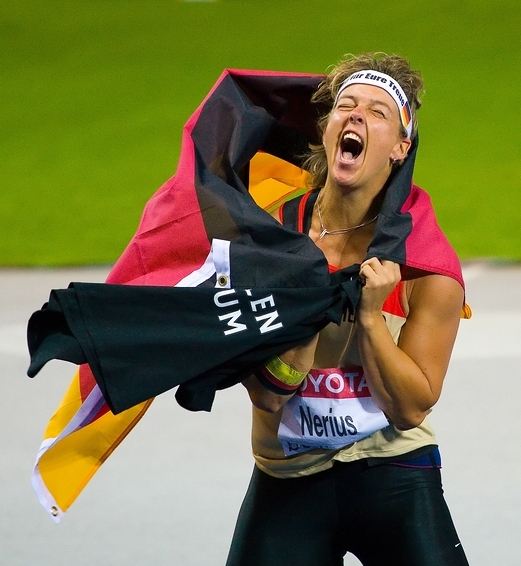
Steffi Nerius errang hier ihren ersten großen Titel nach Silber bei Olympia 2004, zweimal WM-Bronze (2003/2005) und EM-Silber 2002 – 2009 wurde sie zum Abschluss ihrer Karriere Weltmeisterin
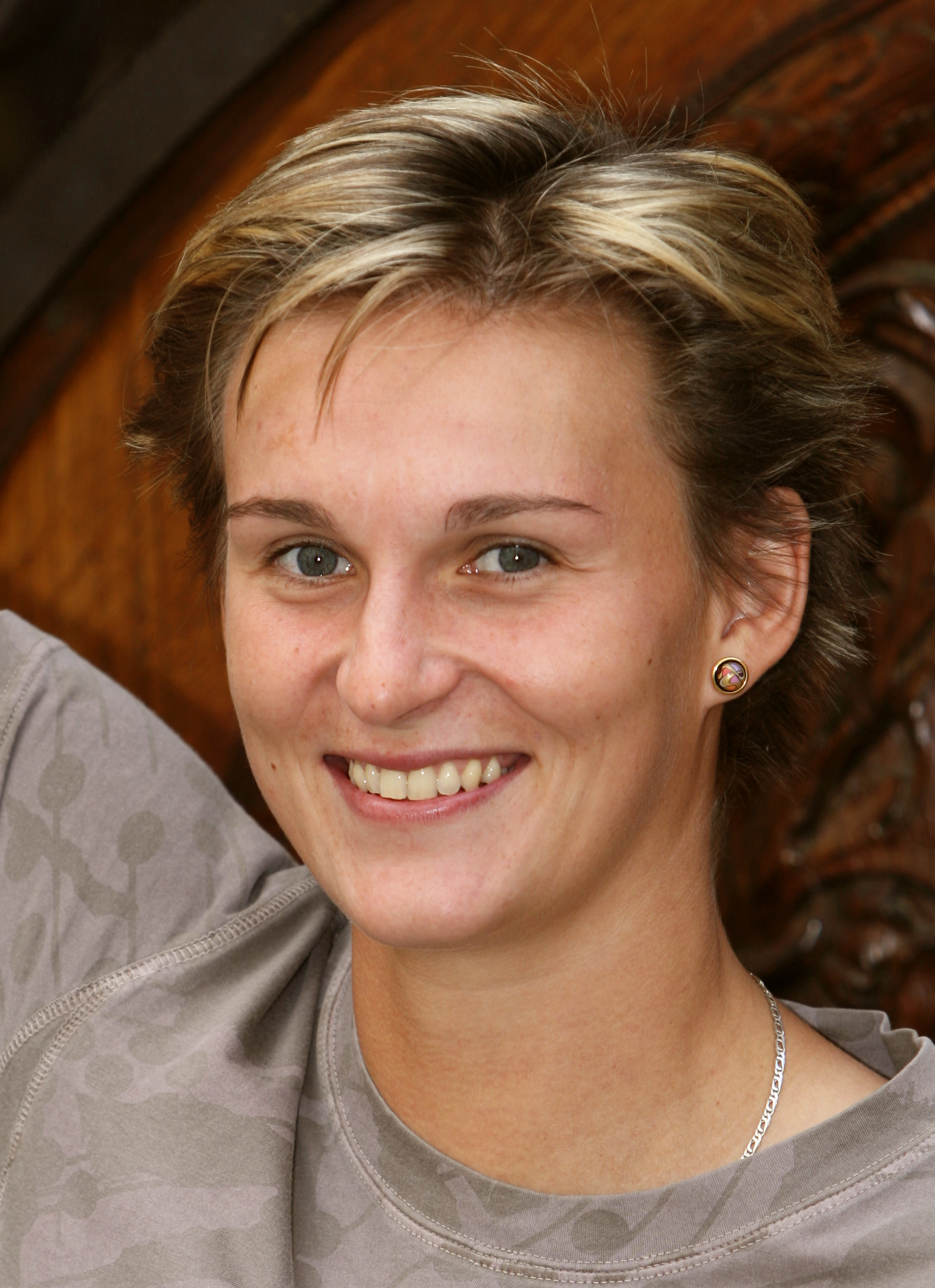
Vizeeuropameisterin Barbora Špotáková – später wurde sie unter anderem zweimal Olympiasiegerin (2008/2012), zweimal Weltmeisterin (2007/2017) und Europameisterin 2014
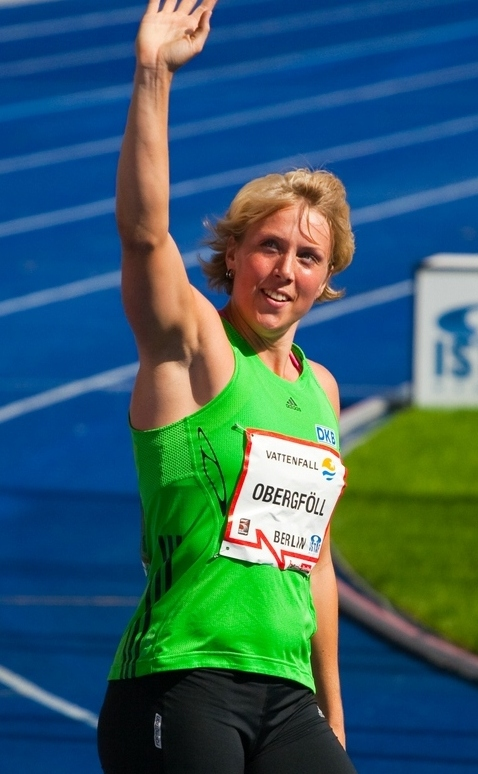
Rang vier für die Vizeweltmeisterin von 2005 und Europarekordlerin Christina Obergföll – sie errang später zahlreiche Medaillen bei Welt-, Europa- meisterschaften und Olympischen Spielen
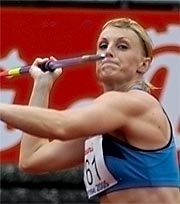
Christina Scherwin erreichte Platz fünf
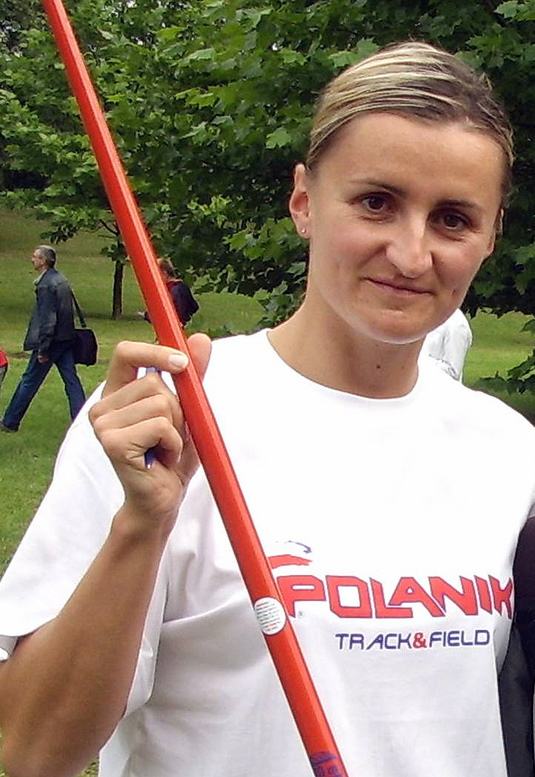
Barbara Madejczyk kam auf den siebten Platz
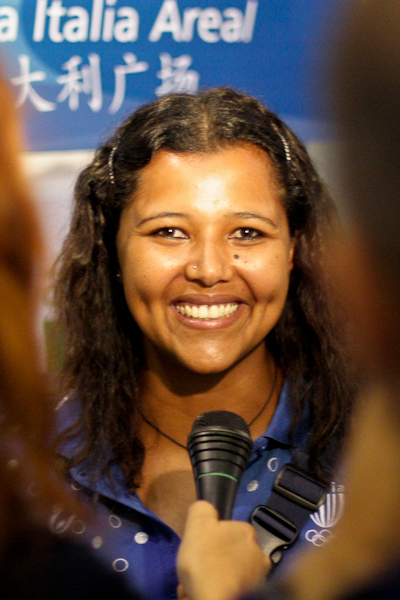
Zahra Bani belegte Rang neun
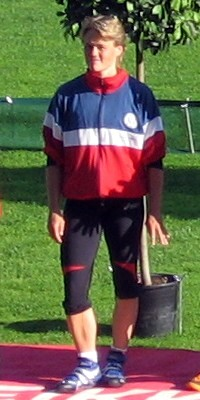
Die elftplatzierte Paula Tarvainen
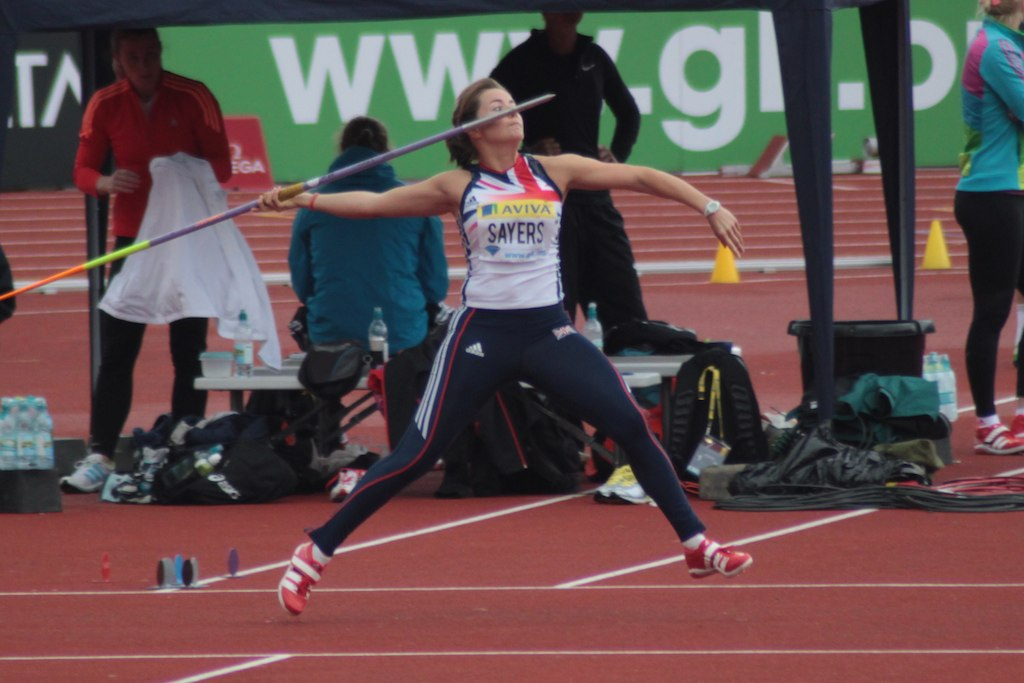
Goldie Sayers wurde Zwölfte in diesem Finale

## Videolink
- 2006 European Championships Women's Javelin 2nd Barbora Spotakova, youtube.com, abgerufen am 7. Februar 2023